# 心さわぐ青春の歌
心さわぐ青春の歌（ロシア語:  Песня о тревожной молодости ）は、1958年のソビエト連邦の楽曲である。同年公開の映画 По ту сторону （『はるか彼方へ』）の主題歌に用いられた。関忠亮や園部四郎による日本語訳詞があり、うたごえ運動や歌声喫茶で歌われてきた。ドイツ語・中国語・朝鮮語・ベトナム語でも歌詞がつけられ歌われてきたことが、動画投稿サイトで確認できる。